# Петар I Петровић Његош
Петар  Петровић Његош, канонизован као Свети Петар Цетињски (Његуши, 1748 — Цетиње, 18. октобар 1830) био је српски православни митрополит црногорско-приморски и поглавар (Старе) Црне Горе од 1784. до 1830. године, а почевши од 1796. године његово старешинство је признавао и знатан део области Брда. Потписивао се као владика Црне Горе, Скендерије и Приморја. Био је носилац руског Ордена Светог Александра Невског.

## Титула
"Вла(ди)ка Петар", "вла(ди)ка Петр на служби", "ваш брат Петр Петрович", "покорни слуга Петр Петрович", "ја вла(ди)ка Петрович Његуш", "ја вла(ди)ка Петр Петрович", "митрополит Петр Петрович", "м(итрополит) ч(ерногорски) Петр Петрович", "черногорскиј митрополит Петрович", "Il metropolita di Montenegro Pietro Petrovich", "митрополит черногорскиј, скендерински и приморски, и ордена свјатаго Александра Невскаго каваљер Петр Петрович", "митрополит Петр Петрович с Његуш", "il archives. е metropol. di Montenegro, Аlbania е litor. еd l'imp. russo cavaliere Pietro Petrovich", "в. Петр", "владика Петар својеручно", "м. черногорски Петрович", "митрополит Петрович", "митрополит Петр Петрович Његуш", "Петр Петрович Његош, митрополит Чернаја Гори, Скендерији и Приморја", "смирени митрополит черногорскиј, скендериски и приморски Петр Петрович Његуш" "смирениј митрополит Чернија Гори, Скендерији и Приморја", "Петр Петрович Његуш", "покорни слуга и богомољац м. Петр Петрович Његош", "черногорскиј. митрополит Његош".

## Биографија
Петар I Петровић Његош рођен је 1748. године у Његушима, од оца Марка и мајке Анђелије (рођене Мартиновић). Његови преци су дошли у Црну Гору из тадашње Херцеговине, испод планине Његош. Петар се замонашио око 1760. године, а са свега 17 година постао је ђакон. Од 1765. године налазио се на школовању у Русији. Након повратка рукоположен је за јеромонаха и произведен за архимандрита. Петар је 1779. године био у црногорској делегацији која је у Бечу од царице Марије Терезије тражила покровитељство и финансијску подршку црногорској држави.

### Хиротонија у Сремским Карловцима
За вријеме управе владике Арсенија Пламенца (који није био из породице Петровића-Његоша) у Црној Гори је поново дошло до унутрашње племенске анархије. Када је владика Арсеније почео да побољева, народни главари су одлучили да се побрину иа благовремени избор његовог насљедника. Пошто је Пећка патријаршија била укинута још од 1766. године, црногорски главари су се обратили Карловачкој митрополији, којом је у то вријеме управљао учени митрополит Мојсије Путник. У свом обраћању карловачком митрополиту, народни главари су средином 1783. године препоручили архимандрита Петра за новог црногорског владику. Кренувши из Црне Горе, архимандрит Петар се у Трсту састао са гувернадуром Јованом Радоњићем, од кога је у јесен 1783. године добио препоруку за митрополита Путника, након чега се упутио у Беч, ради добијања сагласности за хиротонију. По прибављању исте, запутио се у Сремске Карловце. У међувремену, у Црној Гори је 15. маја 1784. године преминуо владика Арсеније Пламенац, чиме је владичански трон на Цетињу остао упражњен. Након обављања званичног синодалног избора, свечана архијерејска хиротонија архимандрита Петра за новог црногорског владику обављена 13. октобра 1784. године у Сремским Карловцима, од стране митрополита Мојсија Путника и тројице епископа. Тиме је владичанско достојанство враћену у кућу Петровића-Његоша. Рукополагање је било у цркви Светих апостола Петра и Павла.

### Боравак у Русији
Владика Петар је из Сремских Карловаца пошао у Русију на пријем код царице Катарине II у циљу нормализације односа са руским двором, који су били нарушени за вријеме владавине Шћепана Малог. Владика Петар и његов будући секретар Франческо Долчи наишли су у Русији на неочекивано лош пријем. Кнез Григориј Потемкин га је чак дао протерати из Петрограда у јесен 1785. године. У историографији се сматра да се један од могућих разлога за владичино протеривање налазио у његовим везама са руским генералом Симеоном Зорићем, коли је родом био Србин, али и противник кнеза Потемкина. Није искључена ни могућност да се у Петрограду дознало за раније тужбе појединих црногорских главара на Русију у аустријској престоници. Међутим, један од кључних разлога је лежао у неоствареној намјери руских државних власти да промјену на цетињском владичанском трону искористе за успостављање црквене надлежности Руског синода над Црном Гором, што је било онемогућено Петровим одласком у Сремске Карловце. Изненађен таквим намјерама званичне Русије, које су се косиле са помјесним црквеним поретком, владика Петар је крајем 1785. године у свом протестном обраћању руским властима изричито нагласио да Руски синод нема никакву надлежност изван саме Русије, додавши да непосредна црквена надлежност над његовим народом не припада чак ни четворици источних патријараха, пошто његов народ од давнина има сопствену јерархију, којој и он сам припада. Ова владичина одбрана своје српске помјесне хиротоније у Сремским Карловцима представљала је свједочанство о његовој високо развијеној канонској свијести, а уједно је представљала и свједочанство о канонској неутемељености тадашњих претензија Руског синода на Црну Гору.

### Сукоб са Османским царством
Док је 1785. године био у посети Русији, Црну Гору је напао скадарски везир Махмуд-паша Бушатлија, који је тврдио да му је Станиша (Скендер-бег) Црнојевић предак. Бушатлија је продро до Цетиња гдје је спалио Цетињски манастир. Када се Петар I вратио, одазвао се позиву Аустрије и Русије да Црногорци учествују у рату против Османлија. Да не би била предухитрена, Порта је сама 13. августа 1787. објавила рат Русији, у који је, као руски савезник, после шест месеци, требало да уђе и Аустрија. Између ње и Русије било је, поред свега уверавања о пријатељству, и сувише много неповерења и суревњивости. То се видело по њихову раду и ту, на српској граници, а још јасније по њихову раду у Црној Гори. Када је Русија, позивајући народ на борбу, упутила у Црну Гору мајора Саву Мирковића, нашло се у Бечу одмах да је то повреда савезничкога споразума и стога су аустријска два капетана, Филип Вукасовић и Лудвиг Пернет, упућена исто тако да покрену Црногорце у име Јосифа II, била спремна да Мирковића или смакну или затворе; али, колебали су се, јер су се бојали да тим не раздраже Црногорце. А и Мирковић, заиста, у Црној Гори радио је против Аустрије, приказујући је као противницу православља. Вукасовић је подржао гувернадура Јована Радоњића, Петровог проаустријског конкурента те групу око њега окупљених црногорских вођа, дошло је до нејединства и Црногорци нису имали војнога успјеха.
Аустрија и Русија су 1791. и 1792. године окончале рат са Османским царством, па је усамљена Црна Гора била суочена са старим непријатељем - Махмут-пашом Бушатлијом. Уз то што је имао бројну и организовану војску, Махмут-паша је новцем и пријетњама ширио неслогу, како међу племенима у Брдима, тако и у дијелу Старе Црне Горе. У критичним моментима, уочи османског напада, Петар је окупио Црногорце и Брђане након чега је на црногорско-брдском збору изгласана, написана и потписана Стега црногорска и брдска (заклетва).
1796. су извојеване двије велике побједе: Битка код Мартинића (1796) и Битка на Крусима. У овој другој бици 3. октобра 1796. године 30.000 османских војника под вођством Махмуд-паше Бушатлије и седам француских официра је побијеђено од стране 6.000 војника. Сам Махмуд-паша Бушатлија је погинуо у боју, а глава му је, као симбол побједе, за освету одсјечена и донесена у Цетињски манастир који је био спалио деценију раније. Црној Гори и Брдима су се придружили Бјелопавлићи и Пипери.
Под митрополитом Петром Црна Гора добила је први писани закон 1798, који је проширила Народна скупштина на Цетињу 1803. године. Њиме је установљен суд, који се звао „Правитељство суда црногорског и брдског“.

### Неспоразуми са Руским синодом
Након пропасти Млетачке републике (1797), подручје Бока которске је потпало под власт Хабзбуршке монархије, која је тиме постала непосредни сусјед Црне Горе. У новонасталим околностима, владика Петар се трудио да одржава добре односе са хабзбуршким властима у Боки, чиме је дао повода својим противницима да га почну сумњичити за аустрофилство и окретање ка западним државама, међу којима је најмоћнија у то вријеме била Наполеонова Француска. Такве и сличне сумње нанијеле су велику штету владици у очима руског двора. Знајући да је владика примио хиротонију од карловачког митрополита, који је био хабзбуршки поданик, руски двор је у циљу сузбијања других утицаја одлучио да обнови ранију замисао о успостављању надлежности Руског синода над Црном Гором. Стога је у јесен 1803. године дошло до непосредног обраћања Руског синода свештенству и народу у Црној Гори, уз изношење низа оптужби против владике Петра, који је позван да се појави пред Руским синодом ради оправдања. У исто вријеме, владици Петру је запријећено да ће у случају неодазивања бити свргнут, а народ позван да изабере новог владику, који би ради хиротоније дошао управо у Русију. Овакав неочекивани напад на владику Петра, праћен јасно формулисаним планом о успостављању духовне власти Руског синода над црквом у Црној Гори, наишао је на сложно одбијање народних првака, који су средином 1804. године стали у одбрану владике Петра. У одговорима Руском синоду и царској влади, владика Петар је заједно са црногорским главарима одлучно побио све оптужбе као неосноване, одбацивши у исто вријеме и било какву надлежност Руског синода над Црном Гором и српским земљама у цјелини. Тим поводом, Црногорци су подсјетили руску владу да је српски народ имао своју Пећку патријаршију која је укинута силом, након чега је преостали дио српске јерархије наставио да се залаже за њену обнову, и управо тим поводом су пребацили Руском синоду да би већа корист била ако би се руска страна заложила за побољшање положаја српских епархија под турском влашћу, које су се налазиле у рукама грчке јерархије. Оваквим одговором, који је на крају уважен од руске стране, отклоњена је опасност од отвореног сукоба са Руским синодом, након чега су спорна питања разјашњена, а руски цар је 1806. године владики Петру на поклон послао и бијелу митрополитску камилавку, у знак признања за његово заслуге у борби против заједничких непријатеља.

### Сукоб са Наполеоном
Године 1806. армије Наполеона Бонапарте покушавале су да учврсте своју власт у Црној Гори, напредујући из Бококоторског залива. Војска Владике Петра I ојачана руским одредима и са руском флотом под вођством адмирала Сењавина, истјерала је француске снаге чак и из Дубровника.
Руски цар, Александар I, је покушао убиједити владику Петра да преда Боку Аустријском царству, али Владика није хтио пристати већ је наредио да се црногорске снаге учврсте у Херцег-Новом. Александар I је променио свој став и помогао је Црногорцима освојити Корчулу и Брач.
Даља напредовања су прекинута доласком француске велике флоте, а руска флота се морала повући да брани Јонска острва. По уговору у Тилзиту из 1807. године завршени су сукоби између Француског и Руског царства, а Бока которска је предата Француској. У рату од 1807—1812, Османске снаге ојачане француским одредима напале су Брда и Црну Гору, али их нису успеле заузети. Владика Петар је одржавао сталне везе са Карађорђем за вријеме Првог српског устанка и са њим је склопио савез за ослобођење потчињених Срба, те је са тим циљем водио знатне борбе са Турцима. 1813. године, Црногорци су уз руску и британску помоћ поново преотели Боку которску од Француза. Бечки конгрес који је услиједио исте године је, међутим, вратио Боку которску Аустријском царству, а Црној Гори није призната независност.
Након овог разочарења, Црну Гору су задесила тешка времена. Хиљаде Црногораца је умрло од глади, а стотине емигрирало у Кнежевину Србију и Царевину Русију. Боља времена се најављују кад Брђани из Мораче 1820. године, под вођством сердара Мркоја Мијушковића.
Петар I је за насљедника спремао Ђорђија Савова Петровића, али је овај више волео војску и официрски позив. Због тога је за свог наследника 20. јануара 1827. прогласио Радета Томова Петровића, будућег Петра II Петровића Његоша.
Његов тестамент је први пут изложен јавности фебруара 2013. године у Народној библиотеци Србије.

### Сукоб са Бјелопавлићима
Приликом једног од покушаја херцеговачког ослобађања Никшића од Турака, Чолак Анта је позвао владику Петра да с Црногорцима и Брђанима помогне Херцеговцима освојити Никшић. Чолак се понудио да са Србијанцима први иде у јуриш. Предлог су радо примили Бјелопавлићи и Пјешивци. То принуди владику Петра да и он пристане. При удару на град владика с Црногорцима остане пасиван, чиме изложи Бјелопавлиће великој погибији и овом издајом омогући Турцима велику победу. Погинуо је барјактар Бјелопавлића, Зрно Станков Бошковић. Због ове издаје владике Петра умало није дошло до покоља између Бјелопавлића и Црногораца. Тада је чувени бјелопавлићки јунак Ђорђије Вујадиновић, Острошки игуман, гађао владику из пушке називајући га издајицом и "дробошаром". Због ове издаје владике Петра више никада није могло доћи до слоге између Бјелопавлића и Црногораца.

### Кореспонденција са србијанским владарима
Сачувано је неколико писама Петра I Карађорђу и кнезу Милошу Обреновићу. 1807. године у писму Карађорђу пише: "...сам Бог молитвами и ходатајством србских светитељеј будет нам помошчник". Иако је Петар Цетињски имао негативан став према исељавању из Црне Горе, у односу на Србију нема такав став. У писму кнезу Милошу пише: "... Ако би могуће било да се неколико житеља у Вашу државу пресели... јер би они били међу својом једновјерном и једнокрвном браћом и под владенијем својега а не туђега господара..." (1824). Милош Обреновић му је писао, а Петар му је у одговору између осталога написао своје виђење тадашње Црне Горе: "...Но ево, љубазни Књаже, моје тешке жалости, што ја са сузама видим, да је овај биједни народ принуђен од глади и ћескоте расијати се, и да се ова мала искра славеносрпска слободна угасити хоће, која је од давних времена у овим горама сунаставоваше."

### Кореспонденција са руским владарима
Петар I Петровић Његош је руског цара у својим бројним посланицима и писмима називао наш цар, а султан је био цар наших муслимана, па је и у дописивању са муслиманима нашег језика писао наш и ваш цар. Из неколико писама упућених цару Александру дознајемо тадашња политичке односе Црне Горе и Русије. Петар Цетињски извјештава цара да су црногорски и брцки чиноначалници примили његову царску грамату преко руског консула у Котору. Грамата је примљена са највећом радошћу. Певало се на Цетињу у славу њиховог протектора, пуцало због весеља и сви су велегласно викали "да живи велики Алексаднар". Петар му препоручује да се у Котору оформи комисија састављена од Руса, да би се отклонили неспоразуми услед злих клевета на рачун њега и народа. Народ црногорски и брдски је радостан због уређења консулата у Котору. Поводом уласка Француза у Москву 1812. владика Петар је написао : 
Ја сам свеђер у страху от дворјанства росијскога, које обожава Францију и које се није старало о војеним дјелима, но како ће боље у разкош живјет и на балове љевше танцоват, стидећи се својим народним језиком говорит, оно је одавно почело Францију возвишат и своје отечество презират. Једва су, мислим, мнозина и дочекали да виде своје богове у њихова мјеста, оставивши истинога Бога, који је и допустио да приме таково безчесно показаније от својих мнимих богов и да остану срамотни пред цијелим свијетом, али се на всесилног и милосерднога Бога уздам, да неће сасвим христијанство посијскоје бит изтребљено како мисле измјенци вјере Христове и својега отечества непријатељи.

## Тестамент
Тестамент владике Петра писао је његов секретар, Сима Милутиновић Сарајлија, по диктирању владичином.
| „ | А сад упућујем свесрдно и најпотоње поздравље благородној господи духовног и мирског чина, главарима и старјешинама и свему народу црногорском и брдском - сам Бог знаде колико сам муке због њих препатио, а опет ми се тешко од њих откинути, а још је теже исказати задњи поздрав. Свако знаде и види да сам ја давног времена оронуо и пануо, те не могу већ никуд, нешто од старости, а највише од свакојаке муке и труда, које сам у вељи мој вијек за народ црногорски и брдски подносио и за слободу хришћанске вјере и нашега отачаства претрпио чувајући народ и сиротињу као душу своју. Но то и сам видећи и познавајући своју слабост и болест неизлечиву и да ми се смрт приближава, написао сам нека потребна писма и књиге, тако и вама и свему народу црногорском и брдском написах и оставих ову књигу, коју сви да чујете и добро разумијете пријед него ме укопате. Молим свакога Црногорца и Брђанина, малога и великога, којему сам што сагријешио или какву жалост учинио, да ми свак опрости од свег срца и душе, и тако ја опраштам свакојега, малога и великога, који ми је гођ што сагријешио... Пак најпрви свему народу чиним аманет и свом силом небесном заклињем свеколико, да ме с миром у тишини и љубави општенародној кротко укопате и ожалите, да не би крвник крвнику тадер проговорио ни грке ријечи. Другу вас молбу молим и страшнијем и свемогућијем Богом заклињем, да на моје мртве прси вјеру задате и утврдите кроз сву нашу земљу и епархију, кроза све нахије, села и племена, да нико никога ни за шта не тиче до Ђурђева-дне и дотадер, надам се ти Господа и Спаса нашега, да ће вам начин живљења бити заного учињен и суд у сву земљу царску постављен, које сам ја у нашега свагдашњега покровитеља и бранитеља испросио и исплакао, и то сам вама и пријед говорио некијема, да ја за вас и за општенародно благополучије и добро живљење и брижим и работам, како ћете и ви свиколици до мало времена знати и видјети. А ја на моје мјесто насљедника и управитељем и чуватељем од свега мојега, народскога и црквенога, чиним и остављам синовца мојега, Рада Томова, у којега се надам да ће бити човјек од посла и разума, колико је преблаги Отац Небесни благоволио подарити, и којега Богу и цару нашему и свему, народу црногорском и брдском на вијеки препоручавам срцем и свом душом. И ја вас вјерно и поштено овијем путем, на који ћу задовијек, свакога увјеравам, да од све лафе московске, како се говори, ништа никуђ дестрегао нијесам, но ето је сва у готову и на гомилу, и да је она од Цара мени на образ и на расположење по мојим молбама дошла, и на ползу свега народа српскога, него да те новце ни ја без велике преше и највеће нужде не трошим, како и нијесам никуђ ни динара, ђо што сам на кулук, докле га опет силни и безумни људи не развргоше, за које ја чист остајем пред људима и пред Богом. Пак сам и ја за те новце нашем у цару и покровитељу писао, да учини он за те његове аспре какву хоће наредбу, и одговорио ми је, да ће својега официјела овамо послати, који ће и те аспре примити и харчити на суд, који ће он поставити у нашу земљу, и моја је највећа рана на срцу, коју ћу и у гроб понијети, што и то још не дочеках за мога живота. Ако би се ко нашао у народу нашем да не прими ове моје потоње ријечи и препоруке за истините, или ако не би све тако послушао, како ова књига изговара, него би какву смутњу и раздор међу народом усудио се чинити словом или делом, тога свакога, који гођ он био, мирски или духовни, ја на смртни час мој вјечноме проклетству и анатеми предајем,, како њега, тако и његов род и народ, да му се траг и дом ископа и умре. Свијема пак добријема, вијернијема и који гођ ово моје потење писмо послуша и изврши, да буде моје најусрдније, отачарско и архипастирско благословеније од рода у род." | ” |

## Српска православна црква
Српска православна црква га прославља 31. октобра када и св. апостола и јеванђелисти Луку. Цетињски манастир чува његове мошти.

## Српство Петра I
Петар I је био припадник српске нације, која је по њему подјељена на више народа (у ужем, територијалном смислу). Његово поимање народа и националне припадности се најбоље види из његових посланица и писама. Тако у писму руском цару Александру пише: "Једновјерни и једноплемени, с нама граничећи, народи, а особито Ерцеговци..." . А када се обраћа једном од тих Херцеговаца, архимандриту манастира Пиве, Арсенију Гаговићу, пише: "... Ми смо Сербли такови, не знадемо нити хоћемо знати друго нако један другога гнати и у несрећу без чест постављати, и што који више ради за добро обштенародње то се више завист против њега вооружава, која у сербском народу, како и у греческом, гордост царствујет...".. У ужем смислу зна за приморски, црногорски, брђански, херцеговачки... народ, а у ширем смислу сви су му они Славеносерби. У његово вријеме се не користи термин Србијанци (као касније), тако да за житеље Србије користи термин Срби: "...да се ми и Србљи састанемо". Чак и за муслимане нашега језика је написао: "..зато наш цар не хоће рат с Турцима, који су од српскога рода, јербо су Србљи и Руси по крви браћа... него наш цар ратује с царем Отомановићем и с Турцима, који су од онога рода, што су из Азије изашли и српско царство узели...". И пред битку на Мартинићима и Крусима соколи своје Црногорце: "Да покажемо да у нама неугашено србско срце куца, србска крвца врије...". Црмничани су били сујевјерни, вјеровали су у вјештице, па их митрополит Петар кори: Ја сам по свијету у нека мјеста ходио и неколико књигах читао и нигђе не нађох, нити ми ко каза да има вјештицах и вједогоњах, нако међу слијепим и жалостним србским народом, а зашто него зато што је слијеп и зашто више лажи вјерује, неголи јевангелије Христово... Пошто су неки Брђани и Црногорци били склони издајништву (приклањање Турцима) често их кори да не буду као Вук Бранковић, Душаново царство му је "наше царство", а Пећку патријаршију (за коју је више пута благословио прикупљање помоћи) су му оградили "цари наши". Благословио је у свом владичанству и прикупљање помоћи за манастир Хиландар. Црна Гора му је "искра славеносербске волности" коју Махмут-паша Бушатлија жели да угаси. У посланици Бјелицама. је написао: 
Ето видите што чине Озринићи, како једни ударају бити, робити и пљенивати нашу исту браћу и крајичнике Брђане... не престају давити јадне и жалостне Граховљане и Бањане, који су се при Црној Гори давно у Катунску Нахију приписали... Ја мислим, да нијесу ови Озринићи у то дјело здоговорници и ништа више не жалим, него срамни глас, који по свијету иде, да Црногорци помагају Турцима клати и давити христијане у вријеме, када је Бог сојединио србски народ, да се од турског јарма ослободи и када христијанско оружје... Али се надам, да остали Црногорци неће то име и срамоту на себе носити, него да ће бити што и остали поштени јунаци србски који су себе ослободили, пак иду да и друге Србље помогну ослободити.

У писму Доситеју Обрадовићу је написао: 
Примио сам с пуним удоволствијем Ваше почтено писмо, такођер и ново напечатане у нашем језику књиге от љубави Ваше к мени послане, на које чувстително благодарећи Вам сердачно желим што би у нашем драгом роду свеђер више таквих људеј било, који би своји дарованија и труди по примјеру Вашему... на просвјешченије својеј нацији посјечавали.
.
Петар Цетињски имао је план о стварању славено-сербске државе, која би обухватала Босну, Србију, Херцеговину, Црну Гору и Боку которску, са престоницом у Дубровнику. План је био да руски цар буде и цар Срба, док би црногорски владика био његов савладар. Тада то није било могуће, па је план остао безуспјешан.

## Писана дела
Петар I Петровић Његош је оставио за собом преко 250 архијерејских посланица. Већи број њих је први објавио Душан Вуксан (Посланице митрополита Црногорског Петра I, Цетиње 1935) Свети Владика је написао и једну недовршену "Кратку историју Црне Горе", писао је и песме (издао их је Трифун Ђукић, изд. "Народне књиге", Цетиње, 1961. г.). Најпознатија међу њима је песма на похвалу покојном Карађорђу Петровићу.

## Занимљивости
У атмосфери непрестаних крвних освета мирио је завађена племена, али је једном приликом препоручио Катуњанима, као мање зло него оно што су направили, да је боље да су одсјекли 10-20 глава . 
Ја знам да су они доста зла и безаконија учинили и да је сваки Катуњанин на њих иједак и срдит био, али и то знам ја, а знате и ви, да би боље за њих било да сте им 10 оли 20 главах посјекли, неголи што су похарани опаљени остали, јер да нијесу куће и остало изгубили, могла би се опет остала чељад некако окопиркати и одржат жива, ма су и у то они криви, но нијесу свиколици једнако скривили ни за то, ни за остало... за све зло, које су Дољани вама учинили... и да моги Брђани слободно пасават к вама и ви к Брђанима.
 Цетињани су му због културне заосталости (пљачке, убиства...) задавали велике проблеме, као и данас Митрополији црногорско-приморској, па је размишљао и о напуштању Цетиња:
Ја сам одавно видио да овдје живјети не могу и ево дође вријеме да се од силе Цетињске под старост бјежим из Цетиња. Јучер ударише Бајице на чељад доњекрајску пред манастир, која носаху жито у млин, скочише моји људи и не дадоше да жито узму. Ту су пушке натезали да ове наше побију. Иза тога се зађе бој међу Бајицама и Доњокрајцима за цијели дан, неки Доњокрајци у Влашку Цркву, а Бајице около цркве и на сваку страну око Доњега краја. Чељад која бјеху у млин пошла не смију се дома вратит, закумила наше момке да их проведу до кућах... а кад дошли мимо цркве на вељу ливаду, сретну их Бајице и убију у њихове руке једну ђевојку Шпадијерову, која је панула мртва на њихове ноге и хаљине окрвавила. Кажу ми да су и шиљеж и козе црковне узели, које смо предали на зимницу у Доњи Крај. Сад помислите је ли могуће ово трпјети. Да међу Турцима живим, не бих толики зулум трпио, колико трпим од Црногорацах. Зато ви пишем нека знате, ви и остали Катуњани, да ово ни под који начин подносити не могу, него хоћу бјежат, но без вашега и осталијех Катуњана знања нијесам ктио бјешати у Ријечку оли Црмничку нахију или на другу страну, да не речете јере сам кријући побјегао... На Цетиње 21.11.1823. Владика Петар.
Петар Први је од руске цркве добио на поклон бијелу камилавку коју добија у знак захвалности за заједничко ратовање против Француза у Боки. Исту је носио и Његош. Данас се то у Црној Гори тумачи као доказ да је црква у Црној Гори била аутокефална, јер је пракса српске цркве да само патријарх носи бијелу камилавку. Ипак, пракса руске и бугарске цркве и онда и данас је да и митрополити носе бијеле камилавке. Након Петра Првог и Другог, Иларион Рогановић, Митрофан Бан... се враћају старој пракси ношења црних камилавки.
Огист Мармон је замјерио Петру Првом што одсијецају турске главе, а Петар му је одговорио да се чуди да му то замјерају они који су сами свом краљу и краљици одсјекли главе.